# Чернокрылый звонарь
Чернокрылый звонарь, или бородатый звонарь, или бородатая котинга-звонарь (лат. Procnias averano) — вид птиц семейства котинговые. Выделяют два подвида. Распространены в северных тропических лесах Южной Америки.

## Подвиды и распространение
Существует два подвида: номинативный — Procnias averano averano на северо-востоке Бразилии и Procnias averano carnobarba в Венесуэле, Тринидаде, крайнем северо-востоке Колумбии, Западной Гайане и далёком севере Бразилии.

## Среда обитания
Чернокрылый звонарь встречается во влажных лесах. Эти птицы, в основном, ведут оседлый образ жизни, однако некоторые популяции принимают участие в высотных миграциях, размножаясь на высоте до 1900 м и проводя на низменностях вне сезона размножения. Чернокрылый звонарь — местная и необычная птица в Венесуэле, однако является довольно распространенной в Тринидаде.

## Описание
Как и другие котинговые, чернокрылый звонарь имеет широкий крючкообразный клюв, округлые крылья, сильные ноги и яркий вид. Самец около 28 см в длину и весит 180 г. Оперение самца белое или серовато-белое помимо чёрных крыльев и светло-коричневой головы. Он носит чёрную «бороду» из беспёрых тягучих серёжек.
Самка имеет длину 27 см и весит 130 г. Верхняя часть её тела оливково-зелёного цвета (темноватая на голове), большая нижняя часть — жёлтая с зелёными прожилками, а задняя часть — ярко жёлтого цвета. «Борода» отсутствует. И у самки, и у самца тёмные глаза, чёрный клюв и серые ноги, переходящие в чёрные.

## Биология
Чернокрылый звонарь питается исключительно фруктами, которые он обычно подбирает на лету, срывая с веток и проглатывая по одному. Иногда фрукт, до которого легко дотянуться, срывается с присады. Наиболее предпочтительными являются лавровые и бурзеровые растения, которыми питаются молодые особи посредством отрыгивания содержимого самкой.
Вокализация птицы представляет собой очень громкое тупое бок, повторяющееся каждые несколько секунд, и менее громкое, металлическое цоканье «tonk-tonk-tonk...». Голос звучит, как молоток, который быстро ударяется о наковальню, повторяясь 20-30 раз . Кроме того, известен ряд местных голосов птицы, например, немузыкальное, почти шёпотом биссет на юге и двусложное ти-теронг на севере Венесуэлы. Вероятно, что последнего упомянутого голоса больше не слышно в Тринидаде. Самка, в основном, тихая.

## Гнездование

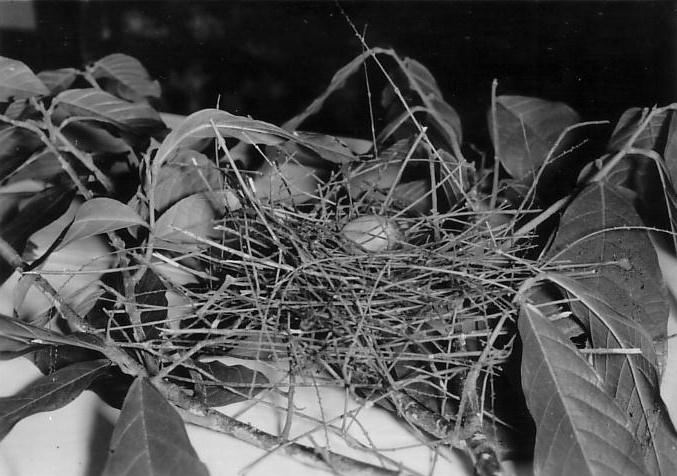
Впервые опознанные гнездо и яйцо чернокрылого звонаря на острове Тринидад

Непрочные гнёзда из веток строятся самкой и, как правило, располагаются на наружных ветвях дерева. Гнёзда располагаются не в джунглях, а в свободно стоящих деревьях, на полуоткрытых пространствах, вероятно для уменьшения риска от многих действующих гнездовых хищников, таких как обезьяны, туканы и змеи.
Единственное светло-коричневое с тёмными пятнами яйцо насиживается исключительно самкой, оставив полигамных самцов свободными, чтобы проводить много времени, получая его красивые песни. Период высиживания различается: в апреле — ноябре на Тринидаде и мае — сентябре в северной Венесуэле. Первые задокументированное яйцо было обнаружено близ Тринидада в середине 50-х годов.